# Franz-Peter Jakob
Franz-Peter Jakob (* 16. April 1949 in Leer (Ostfriesland)) ist ein hessischer Politiker (Die Grünen) und ehemaliger Abgeordneter des Hessischen Landtags.
Franz-Peter Jakob lernte nach dem Besuch der Hauptschule und Berufsschule Kfz-Mechaniker und bildete sich auf der zweijährigen Abendschule für Fotografie fort. 1967 bis 1978 war er Testfahrer bei der Einfahrinspektion im VW-Werk Emden.
Ab 1979 war Franz-Peter Jakob in verschiedenen Bürgerinitiativen gegen Atomanlagen tätig. Am 1. Januar 1980 war er Mitbegründer des Anti-Atom-Büros in Diemelstadt und Koordination des Widerstandes gegen die geplanten Wiederaufarbeitungsanlagen in Nordhessen sowie Mitorganisator der bundesweiten Atommüll-Konferenzen. Er war Mitglied im Bundesverband Bürgerinitiativen Umweltschutz (BBU) und der Naturwissenschaftler-Gruppe (NG-350) gegen atomare Anlagen.
Am 15. Februar 1984 rückte er aufgrund des Rotationsprinzips für Reinhard Brückner in den Hessischen Landtag nach, dem er bis zum vorgezogenen Ende der Wahlperiode am 17. Februar 1987 angehörte.